# Acid ioxaglic
Ioxaglic acid (tên thương mại Hexabrix) là một phân tử có chứa iod được sử dụng làm thuốc cản quang thẩm thấu thấp.